# والي ديكنسون
والي ديكنسون (بالإنجليزية: Wally Dickinson)‏ (22 ديسمبر 1895 في المملكة المتحدة - 1968) هو لاعب كرة قدم بريطاني (وحمل سابقاً جنسية المملكة المتحدة لبريطانيا العظمى وأيرلندا) في مركز الدفاع. لعب مع سويندون تاون وشيفيلد وينزداي ونادي برادفورد بارك أفنيو.